# Isfjorden (Fjord in Rauma)
Isfjorden (deutsch: „Der Eis-Fjord“) ist ein Fjord in der Kommune Rauma, Provinz Møre og Romsdal in Norwegen.

## Geographische Lage
Der Fjord ist 6,5 km lang und erstreckt sich von Åndalsnes im Westen bis zur gleichnamigen Ortschaft Isfjorden im Osten. Der Isfjorden bildet die östliche Spitze des Romsdalsfjords. Am Ufer des Isfjordens verläuft die Landstraße Nummer 64. Die Bahnlinie Raumabanen endet im Hafen von Åndalsnes am Ufer des Isfjordens.

### Berge am Isfjorden
Der Isfjorden ist von um die 900 Meter hohen Bergen umgeben. Auf seiner Nord- und Südseite drängen sich die Berge dicht an den Fjord heran und fallen sehr steil zum Wasser ab. Im Westen geht der Isfjorden in den Romsdalsfjord über. Im Osten schließt sich eine ebene Fläche an, die sich in die Täler von Isa und Glutra aufspaltet.
Die Berge am Nordufer des Isfjorden von Westen nach Osten, beginnend in der Nordwestecke, gegenüber von Åndalsnes sind Nyseterskarven (790 m), Breivik (900 m) und Snortungen (1198 m).
Die Berge am Südufer des Isfjorden von Westen nach Osten, beginnend in der Südwestecke bei Åndalsnes sind Neskala (808 m), Vikabotn (991 m), Høgnosa (838 m) und Litlehesten (809 m).

### Zuflüsse des Isfjordens
Von den Berghängen im Norden und im Süden des Isfjorden strömen zahlreiche kleinere und größere Flüsse zum Fjord hinab. Im Osten sammeln sich die Wasser in den Flusstälern von Isa und Glutra, die sich beim Dorf Isfjorden vereinigen und in den Fjord münden.
Die Zuflüsse zum Isfjorden im Uhrzeigersinn, beginnend in der Nordwestecke, gegenüber von Åndalsnes. Bei den benannten Flüssen wird der Name angegeben mit der FlussID (elvID) in Klammern dahinter. Bei den unbenannten Flüssen wird die FlussID angegeben.
Von den nördlichen Berghängen:
- Skorgeelva (103-39-1), kommt aus dem Ljøsådalen und mündet bei Skorga
- 103-38-1, kommt vom Markanesbotnen und mündet bei Makanes
- 103-37-1, kommt vom Ytre Breiviklia und mündet bei Breivikgjerdet
- 103-36-1, kommt vom Ytre Breivika und mündet bei Rabben
- Litleelva (103-35-1), kommt vom Breivikvatnet und mündet bei Toklegjerda
- Breivikelva (103-34-1), kommt vom Kvernaholmen und mündet bei Holman

Aus dem Osten mündet im Dorf Isfjorden die Isa (103-33-1). Sie kommt aus dem Grøvdalen. 1,7 Kilometer vor ihrer Mündung nimmt sie von links die Glutra (103-33-9) auf, die aus der Dalsbygda kommt.
Von den südlichen Berghängen:
- Steinselva (103-32-1), kommt vom Jamnabotn und mündet bei Steinen
- 103-31-1, kommt vom Høgnosa und mündet westlich von Steinen
- Vikåa (103-30-1), kommt vom Vikabotn und mündet östlich von Åndalsnes[3][1][2]

### Ortschaften an der Küste des Isfjordens
An der steilen Nord- und Südküste des Isfjordens ist nur wenig Platz für Siedlungen. Diese Siedlungen bestehen meist nur aus einzelnen Häusern. Auf der Ostseite des Fjords gibt es größere ebene Flächen, auf denen sich mehrere etwas größere Siedlungen befinden, insbesondere das Dorf Isfjorden.
Auf dem Nordufer von Westen nach Osten, beginnend in der Nordwestecke, gegenüber von Åndalsnes:
- Skorga
- Einangen
- Stranda
- Breivikgjerdet
- Ytre Breivika

Auf dem Nordost- und Ostufer:
- Breivika
- Ytre Tøkle
- Vølstad
- Hagen
- Isfjorden

Auf dem Südufer: Steinen und Åndalsnes

## Geschichte

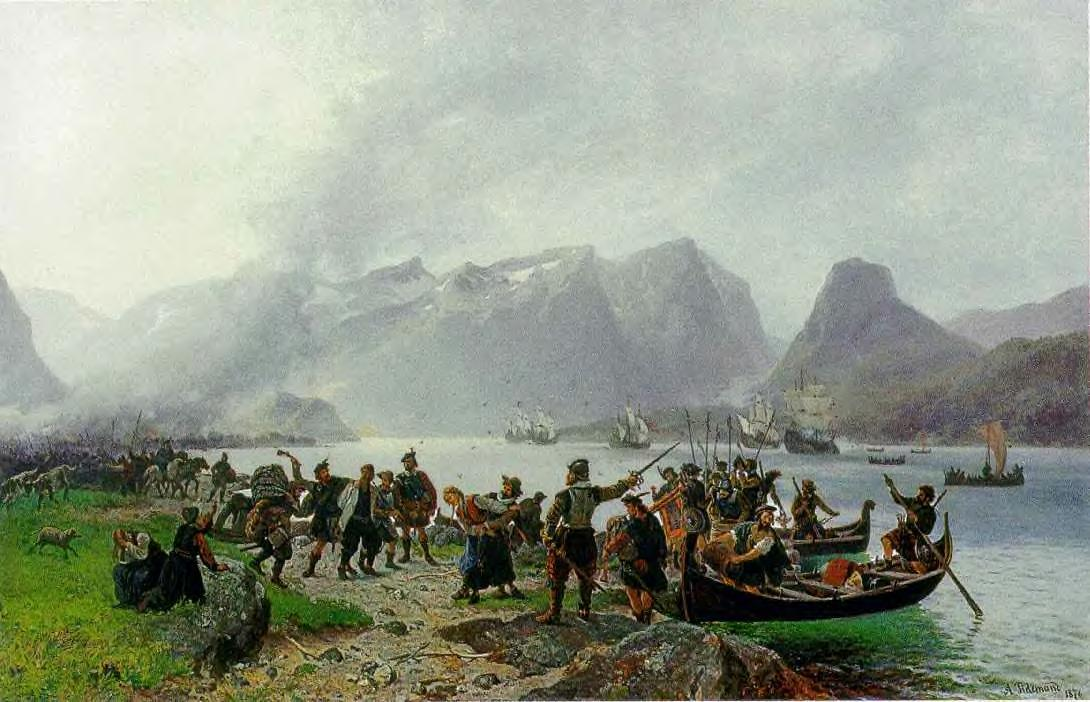
Landung der schottischen Söldner in Isfjorden. Gemälde von Adolph Tidemand, 1876.

In der Schlacht von Kringen (1612) innerhalb des Kalmarkrieges fuhren die schottischen Söldnertruppen von Sir James Spens durch den Romsdalsfjord und den Isfjorden und landeten an seinem östlichen Ende im Dorf Isfjorden. Sie wollten über den Landweg Schweden erreichen und sich dort der schwedischen Armee anschließen. Auf ihrem Weg durch das Romsdal und das Gudbrandsdalen wurden sie von einer norwegischen Armee in einer engen Flussschleife östlich von Kvam angegriffen und geschlagen. Die norwegische Armee setzte sich vorwiegend aus lokalen Bauern und Siedlern zusammen und benutzte improvisierte Waffen.